# Sedofeito
Sedofeito (Oficialmente Cedofeito) es una aldea  española situada en la parroquia de Tojosoutos en el municipio de Lousame (provincia de La Coruña, Galicia).
En 2021 tenía una población de 22 habitantes (12 hombres y 10 mujeres). Está situada a 397 metros sobre el nivel de mar a 9,6 Km de la capital municipal. Las localidades más cercanas son San Xusto y Fontefría. 